# Лу!
Лу! (фр. Lou!) — французький анімаційний комедійний телевізійний серіал, створений Жюльєном Нілом, за мотивами його однойменної серії коміксів. Це було спільне виробництво між GO-N Productions та Glénat Editions, спільно з M6 та Disney Channel France. і режисер Жером Мускаде. Серіал розповідає про пригоди Лу та її матусі.
Серіал, знятий 5 квітня 2009 року, тривав один сезон із загальною кількістю 52 серій. 4 січня 2021 року український телеканал Малятко TV почали транслювати цей мультсеріал

## Герої
- Лу — 12-річна дівчинка, яка живе з матусею у квартирі. Вона гадає до свого сусіда Трістана.
- Матуся Лу
- Кіт — Улюбленець Лу, який супроводжує її всюди, де можливо і завжди її розважає.
- Міна — Найкраща подруга Лу з дитячого садка.
- Річард — Сусід по сусідству та любовний інтерес Емми.
- Трістан — Хлопчик з каштановим волоссям і розчавленістю Лу.
- Джосс — Матуся Міни
- Роберт — Батько Міни.
- Бабуся — Бабуся Лу по материнській лінії.
- Гіно — Шеф-кухар італійського ресторану.